# Baci stellari
Baci stellari è un singolo della showgirl italiana Valeria Marini, pubblicato il 10 giugno 2022.

## Descrizione
Il brano, di genere pop latino, è cantato in italiano con alcuni frasi in lingua spagnola, e vede la partecipazione dell'artista cubano Shainy El Brillante. Parte del ricavato del brano verrà devoluto in beneficenza alla onlus "La compagnia degli amici di Gesù, Giuseppe e Maria".
Il 15 luglio 2022 è stato pubblicato il remix ufficiale del brano, prodotto dai dj Socievole e Adalwolf.

## Video musicale
Il videoclip del brano, diretto dalla stessa Valeria Marini, è stato pubblicato il 17 giugno 2022 sul canale YouTube dell'etichetta discografica Joseba Label. Nel videoclip, girato tra Fondi e Terracina, la Marini esegue una coreografia ispirata al celebre balletto del Tuca tuca, omaggio a Raffaella Carrà.

## Tracce
Testi e musiche di Valeria Marini, Gianni Testa, Giovanni Segreti Bruno, Marco Passarelli, Shainy El Brillante.
1. Baci stellari – 3:09

Socievole & Adalwolf Remix
1. Baci stellari (Socievole & Adalwolf Remix) [Radio Edit] – 2:22
2. Baci stellari (Socievole & Adalwolf Remix) [Extended] – 3:16